# Spirastrella phyllodes
Spirastrella phyllodes är en svampdjursart som först beskrevs av Schmidt 1870.  Spirastrella phyllodes ingår i släktet Spirastrella och familjen Spirastrellidae.
Artens utbredningsområde är Karibiska havet. Inga underarter finns listade i Catalogue of Life.